# فرسایش ژنتیک
فرسایش ژنتیک (به انگلیسی: Genetic erosion) (که همچنین به عنوان تهی‌شدن ژنتیکی شناخته می‌شود)، فرآیندی است که در آن خزانهٔ ژنی محدود یک گونه در خطر انقراض زمانی که افراد بارور پیش از تولیدمثل با دیگر افراد در جمعیت کم در معرض خطر خود می‌میرند، حتی بیشتر کاهش می‌یابد. این اصطلاح گاهی به معنای محدود استفاده می‌شود، مانند زمانی که از دست دادن آلل‌ها یا ژن‌های خاص را توصیف می‌کند، و همچنین به‌طور گسترده‌تر استفاده می‌شود، مانند زمانی که به از بین رفتن یک فنوتیپ یا کل گونه اشاره می‌شود.